# Eremophila arachnoides
Eremophila arachnoides är en flenörtsväxtart. Eremophila arachnoides ingår i släktet Eremophila och familjen flenörtsväxter.

## Underarter
Arten delas in i följande underarter:
- E. a. arachnoides
- E. a. tenera